# 六景镇
六景镇，是中华人民共和国广西壮族自治区南宁市横州市下辖的一个乡镇级行政单位。

## 行政区划
六景镇下辖以下地区：
六景社区、良圻社区、布文村、竹标村、官山村、石洲村、那莫村、大浪村、八联村、龙口村、民塘村、马毡村、小王村、承朴村、覃寨村、石板村、化龙村、木塘村、佛渡村、红花村、利垌村、那帽村、陇西村、亭茶村、泗英村、良村、张村、高沙村、竹塘村和六景工业园区管委会社区。